# André Beauneveu

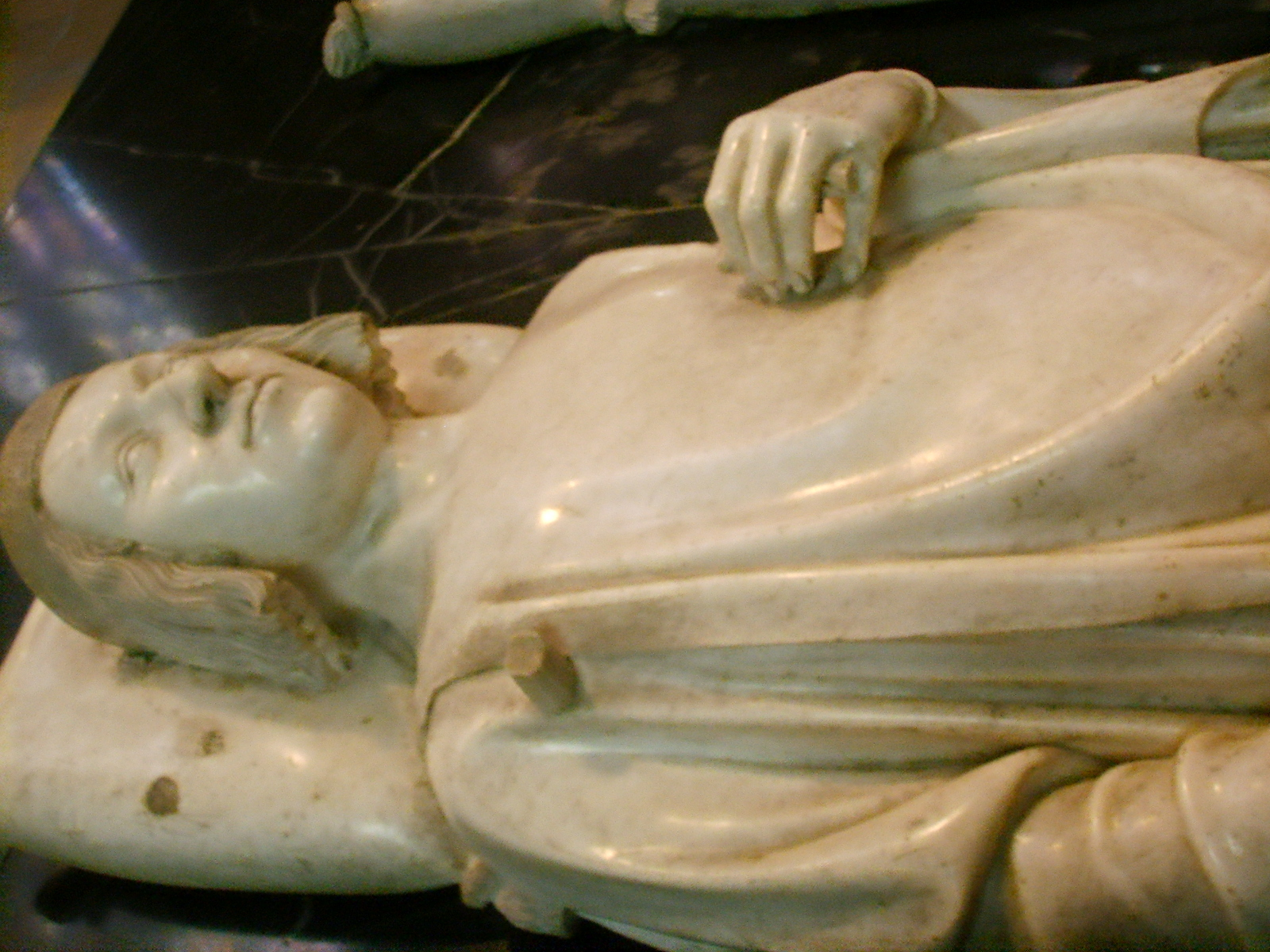
Grabmal von Charles V. in Saint-Denis

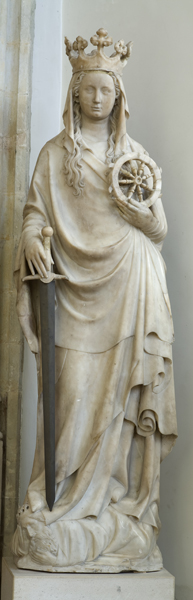
Alabasterstatue der hl. Katharina in der Grafenkapelle in Kortrijk

André Beauneveu (geboren: 1335/1340 in Valenciennes; gestorben: 1401/1403 in ?) war ein Bildhauer, Buchmaler und Baumeister im Frankreich des späten 14. Jahrhunderts.

## Geschichte
Seine erste vollständige namentliche Erwähnung findet Beauneveu in einem Vermerk der Stadt Valenciennes aus dem Jahr 1363, in dem er als Berater für den Bau einer Kirche genannt wird. Jene Stadt gilt auch als Herkunfts- und Geburtsort des Meisters. Ob Beauneveu identisch ist mit dem Meister «Andrieu le pointre», der 1364 für die Gräfin Yolande von Cassel tätig war, ist umstritten.
1364 wird er von Charles V. nach Paris berufen, um mehrere königliche Grabmäler für die Abtei von Saint-Denis zu fertigen. Die durch vier erhaltene Rechnungen eindeutig an Beauneveu als Werkstattmeister zuweisbaren Gisants von Charles V., Philipp VI. und Johann II. befinden sich noch heute in der Abteikirche. Für die Folgejahre fehlt jegliches Quellenmaterial. Erst 1374, wiederum in Valenciennes tätig, erhielt Beauneveu den Auftrag zur Ausführung des Grabmals des Louis de Mal, Graf von Flandern, in der von diesem erbauten Grafenkapelle. Von dem ursprünglich viele Bildwerke umfassenden Skulpturenzyklus existiert heute nur noch die Alabasterfigur einer heiligen Katharina.
Ab 1384/1386 ist Beauneveus Dienst für Jean de Valois, Herzog von Berry, nachweisbar. 1388 verlegte er seinen Wohnsitz in dessen Residenzstadt Bourges. Am Hofe des Herzogs wurde dem Meister die Rolle des «ymagier du duc», des leitenden Künstlers, übertragen. So wurden Beauneveu die künstlerische Leitung bei der Ausstattung des Schlosses Mehun-sur-Yèvre und, bis zu seinem Tod, auch der Sainte-Chapelle von Bourges zuteil. Im Auftrag des Herzogs entstand auch der berühmte «Psalter des Jean de Berry», der heute in der französischen Nationalbibliothek in Paris aufbewahrt wird. Für Beauneveus Todesdatum gibt es wiederum keine genauen dokumentarischen Hinweise. Es dürfte allerdings, aus quellentechnischen Gründen, zwischen den Jahren 1400 und 1403 anzusetzen sein.
Als Bildhauer entwickelte er die gotische Gewanddrapierung als Ausdrucksträger weiter. Sein Werk zeichnet sich durch weiche Modellierung und eleganten Linienfluss aus. Damit war er wesentlich an der Bildung des Weichen Stiles beteiligt. Den Figuren gab er Porträthaftigkeit und eine starke mimische Ausdruckskraft, worin sich bereits die Frührenaissance ankündigt.